# Pseudocheilinus tetrataenia
 Pseudocheilinus tetrataenia és una espècie de peix de la família dels làbrids i de l'ordre dels perciformes.

## Morfologia
Els mascles poden assolir els 7,5 cm de longitud total.

## Distribució geogràfica
Es troba des del Japó fins a les Hawaii i les Tuamotu.